# Петко Клисуров
Петко Димитров Клисуров е български художник – живописец, приложник и педагог.

## Биография
Роден е в Казанлък през 1865 година. Родът му е от Клисура и след кържалийските безчинства през 1802 г. бяга в Казанлък, като слага началото на Новенската махала. Бъдещият художник носи фамилията Касъров, но още в младежките си години я променя на Клисуров в чест на града, от който са корените му. Учи в Казанлък и завършва Пловдивската гимназия, за кратко е учител в с. Ветрен, Пазарджишко, и в Стара Загора. През 1884 г. получава от Румелийската Дирекция на народното просвещение сумата от 400 лв., с които заминава да следва в Италия. Установява се във Флоренция и следващите три години учи живопис в Кралския институт за изящни изкуства, откъдето приема строгата дисциплина и изискването за абсолютно точно копиране на натурата. За Петко Клисуров натурализмът ще се утвърди като основен възглед за изкуството през целия му живот.
През 1888 г. завършва Кралската Академия, като година по-рано е постъпил и в частното ателие на проф. Джузепе Чаранфи. По време на следването си е удостоен с четири сребърни медала за отличие.
След завръщането си в България 1888 г. Клисуров се занимава с учителска практика в родния Казанлък, в Пловдив, Варна, Сливен и София. Между 1899 и 1908 година е хоноруван преподавател в Рисувалното училище, а редовен — от 1911 до 1920 г. През строгата му, дори педантична, школовка минават известни български художници като Александър Миленков (1899-1901), Владимир Димитров-Майстора (1903-1908), Тръпко Василев и Георги Машев (1906), Бенчо Обрешков (1918-1920), Дечко Узунов (1919-1920), Иван Пенков (1919–1921).
Петко Клисуров твори в областта на живописта и приложното изкуство. Известни негови платна са „Дръндар“ (1906), „Портрет на д-р Русев“, „Портрет на Русева“, „Люляци“, „Натюрморт“ (1921). Негово дело е пострадалата по време на бомбардировките на София стъклопис в Синодалната палата в София. Мозайката „Исус Христос“ в храм-паметник „Александър Невски“ представлява копие на негова икона.
През 1892 г. на Пловдивското изложение е награден със сребърен медал. Получава награда и от Световното изложение в Париж, 1901 г. за проект на килим. Участва в международните изложби в Белград и Сен Луи през 1904 г., в Брюксел 1905 г. и в Лондон 1907 г. Удостоен е с руските ордени „Станислав“ и „Свети Александър“ V степен.
Художникът умира на 13 май 1933 г. в София.
Картини на Клисуров са притежание на Националната художествена галерия, Художествена галерия - Казанлък и други галерии в страната.
Синът му – проф. д-р Анастас Петков Клисуров (1894-1944), е известен български медик и художник-любител.

## Творчество
През първото десетилетие на 20 век Петко Клисуров създава най-популярните си по онова време творби „Над илюстрацията“ 1902 г., „Децата на художника“ 1905 г. и „Дръндар“ 1906 г., които са в типичния за поколението му битов жанр. Две години преди края на 19 век е създал един от най-психологическите си и изразителни портрети – собствения. През следващите години творчеството му варира между официалния портрет и натюрморта. Поредицата от камерни по размер творби /цветя и композиции от плодове/ разкриват пристрастията му към малките холандци от 17 век. Заедно със съвременниците си Антон Митов (с когото прави съвместна изложба в пловдивската библиотека през 1890 г.), Иван Мърквичка, Иван Ангелов и Ярослав Вешин утвърждават спецификата на портретния жанр и битовата композиция.
След напускането на преподавателската си дейност в Академията през 1920 г. Петко Клисуров се изолира от творческия живот. Натуралистичния подход и възгледите му за мисията на изкуството вече рязко са се разминали с художествените процеси в страната. Но въпреки консерватизма и академичния му натурализъм, той е сред малцината следосвобожденски художници, които с творчеството си правят първата крачка на новото българско изкуство.
Най-известните му картини са:
- Автопортрет, 1898 г., м.б./пл. 68х51 см. Художествена галерия – Казанлък, Petko Klisurov, Selfportrait, 1868, oil on canvas, 68x51 cm, Art gallery of Kazanlak
- Рози, 1919 г. м.б./пл. 34,5х55 см., ХГ - Казанлък, Петко Клисуров, Petko Klisurov, Roses, 1919, oil on canvas, 34,5x55, The Art Gallery of Kazanlak Архив на оригинала от 2014-02-22 в Wayback Machine.
- Дръндар, 1906 г., м.б./пл.47х64,5 см. НХГ, Петко Клисуров, Wool worker, 1906, oil on canvas,47x64,5cm, National Art Gallery
- Жена ми, 1892 г., м.б./пл. 79,5х53 см. СГХГ, Петко Клисуров, My wife, 1892, oil on canvas, 79,5x53cm, Sofia City Art Gallery
- Децата на художника, 1905 г. м.б./пл. 60х65 см. СГХГ, Петко Клисуров, oil on canvas 60x65cm, Sofia City Art Gallery
- Над илюстрацията, 1902 г., м.б./пл. 52х52 см. СГХГ, Петко Клисуров, On the illustration, 1902, oil on canvas, 52x52 cm, Sofia City Art Gallery

- „Децата на художника“, 1905 г.
- „Синът на художника“
- „Дръндар“, 1906